# Jan Szembek (diplomata)
Jan Włodzimierz Szembek gróf (Poręba Żegota, 1881. július 11. – Estoril, 1945. július 9.) lengyel diplomata.

## Élete
Dél-lengyelországi grófi (szlachta) családból származott. Tanulmányait Bécsben végezte, majd 1905. október 10-én feleségül vette Izabela Skrzyńskat. Egyetlen gyermekük 1907-ben született és 16 éves korában, 1924-ben hunyt el.
1908-ig a boszniai nemzeti kormány tisztviselője volt. 1919. január 1-től 1921. október 21-ig a lengyel kormány budapesti képviselője, ezt követően a Lengyel Köztársaság (Rzeczpospolita Polska) képviselője és budapesti meghatalmazott nagykövete 1924. szeptember 1-ig. 1924 augusztusában, nyaralása idején a komornyikja, Markovszky Miksa és annak barátnője, Spitzer Katalin kifosztotta a lakását. A ruhákban és az ezüst neműben egy milliárd korona értékű kár keletkezett.
1924 és 1927 között Brüsszelben teljesített szolgálatot nagykövetként, majd 1927-től 1932-ig Bukarestben, Romániában. Itt 1930-ban útonállók feltartóztatták diplomáciai védelmet élvező gépkocsiját, és elrabolták az autóban utazó felesége egy millió lej értékű ékszerét.
1932. november 5-én a külügyminisztérium államtitkárává nevezték ki, Józef Beck külügyminiszter legközelebbi munkatársa lett.
1939 márciusában ő képviselte Lengyelországot XII. Pius pápai koronázásán.
1939. szeptember 17-én a lengyel kormány többi tagjával együtt elhagyta Lengyelországot. A Młoszowa faluban lévő ingatlanát a németek feldúlták, könyvtárát elégették.
Naplói a korszak értékes forrásai. Száműzetésben halt meg.

## Magyarországi tevékenysége

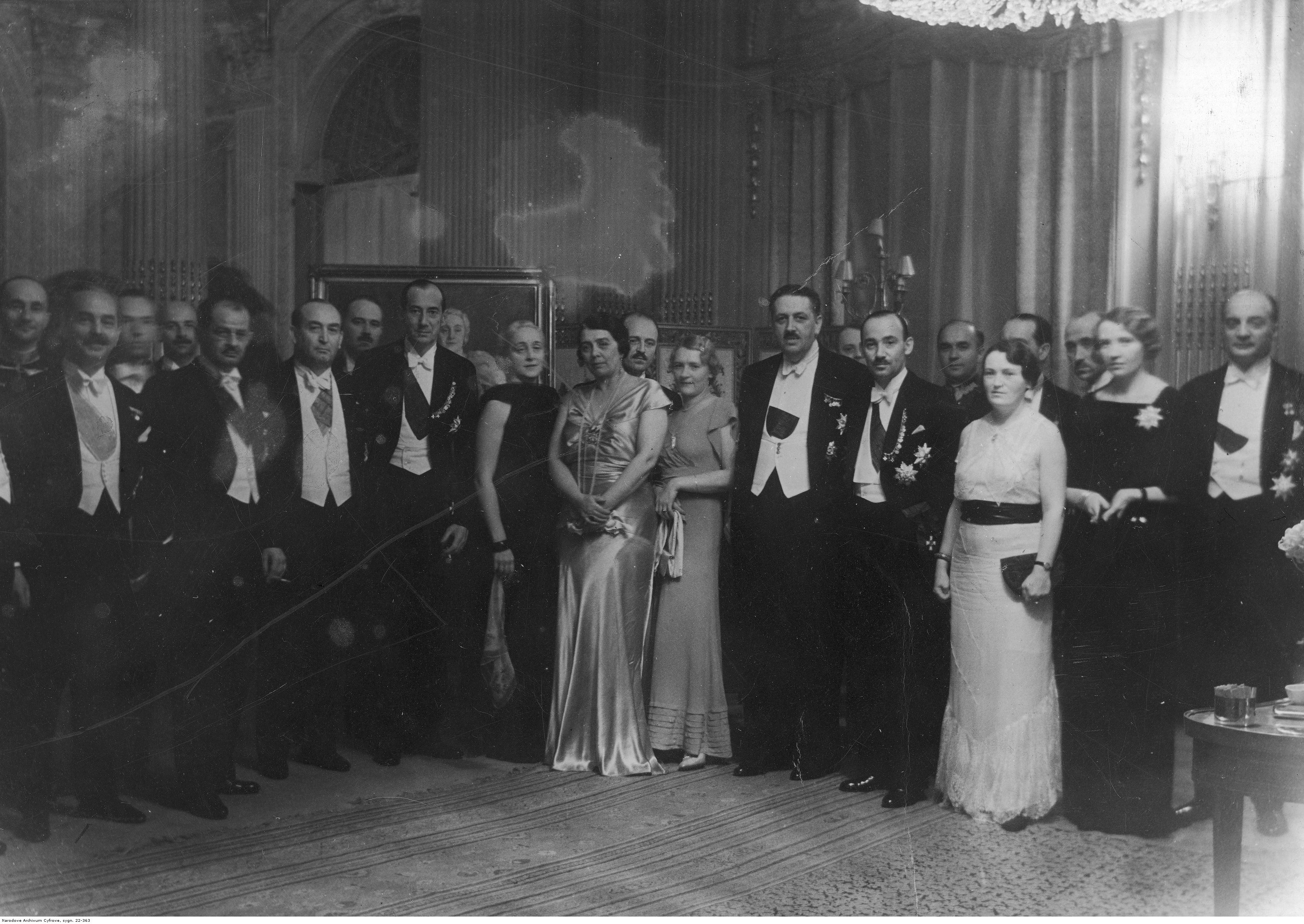
Gömbös Gyula miniszterelnök látogatása Lengyelországban. Szembek jobbról az 5. személy, Józef Beck balról a 4.

Tanulmányait a bécsi konzuli akadémián végezte, kínaiul is beszélt. Nővére magyar főnemes felesége lett. Magyarországon nagy szeretetnek örvendett, szellemes, franciásan sziporkázó, „terebélyes alakú” embernek ismerték. Teleki Pál, Kállay Miklós és Nagyatádi Szabó István volt nagy hatással rá.
Lengyelország 123 éven át tartó hármas felosztása után, a függetlenné válást követően ő volt az első lengyel diplomata Magyarországon. Hivatalát a Várnegyedben, az Országház utcában állította fel. Bár Magyarország és Lengyelország érdekei eltértek, egyik elsődleges célja a hagyományos lengyel-magyar barátság megújítása volt. Az első lengyel konzulátus Miskolcon nyílt Tadeusz Starimowski konzul vezetésével. Szembek és Starimowski közreműködött a Polonia hadisegély megszervezésében, melynek során Magyarország támogatást adott Lengyelországnak a lengyel–bolsevik háborúban. Szembek idején, 1921 áprilisában az Úri utcában megnyílt az első lengyel kereskedelmi képviselet.
1938. július 17-18-án részt vett a Beck és Esterházy János közötti megbeszélésen, ahol elhangzott, hogy Szlovákia szétesése várható, és ebben az esetben Szlovákiának teljes egészében Magyarországhoz kell visszakerülnie.

## Fordítás
- Ez a szócikk részben vagy egészben a Jan Szembek (dyplomata)  című lengyel Wikipédia-szócikk ezen változatának fordításán alapul.  Az eredeti cikk szerkesztőit annak laptörténete sorolja fel. Ez a jelzés csupán a megfogalmazás eredetét és a szerzői jogokat jelzi, nem szolgál a cikkben szereplő információk forrásmegjelöléseként.